# Montanoceratops
Montanoceratops é um gênero de dinossauros da infraordem Ceratopsia. Viveu durante o começo do estágio Maastrichtiano no final do período Cretáceo. Seus fósseis foram encontrados nos Estados Unidos, em Montana.
O primeiro fóssil foi encontrado por Barnum Brown e seu assistente Erich M. Schlaikjer por volta de 1916 em Buffalo Lake no Estado de Montana no Rio Saint Mary.
A descoberta foi publicada em 1935 sob o nome Leptoceratops cerorhynchos, pois se achava que a espécie pertencia ao mesmo gênero do Leptoceratops. Entretanto C.M. Sternberg encontrou mais material do Leptoceratops posteriormente, que demonstraram que o Montanoceratops era de um gênero distinto, o que levou à criação do termo Montanoceratops.